# Carex praeceptorium
Carex praeceptorium är en halvgräsart som beskrevs av Kenneth Kent Mackenzie. Carex praeceptorium ingår i släktet starrar, och familjen halvgräs. Inga underarter finns listade i Catalogue of Life.